# Rastislav Gont
Rastislav Gont, pe numele de mirean Ondrej Gont, (n. 25 ianuarie 1978, Snina, Prešovský kraj, Slovacia) este actualul întâistătător al scaunului mitropolitan al Bisericii Ortodoxe din Ținuturile Cehiei și din Slovacia.

## Biografie
S-a născut în 25 ianuarie 1978 în Snina, Slovacia. După absolvirea școlii primare (1992) și a liceului (1996), a absolvit Facultatea de Teologie Ortodoxă a Universității Prešov (2002). Tema lucrării de diplomă a fost Taina morții.
A efectuat un stagiu de cercetare pe o durată de patru luni la Universitatea Aristotel din Salonic. De asemenea, a locuit o vreme la Mănăstirea Sfânta Teodora din Salonic.
În 7 septembrie 2003 a fost hirotonit diacon de mitropolitul Nicolae al Cehiei și Slovaciei. Câteva zile mai târziu, în 21 septembrie 2003, a fost hirotonit preot în Catedrala Sf. Alexandru Nevski din Prešov, de Miron, arhiepiscop de Hajnov.
Din decembrie 2003 a activat, ca administrator spiritual, în cadrul Orfelinatului Sfântul Nicolae din Medzilaborce. Centrul se ocupa cu educarea copiilor și a mamelor cu probleme sociale și psihice, ocupând de-a lungul timpului mai multe funcții de educator, dar fiind și duhovnic al acestuia.
El a cooperat cu tutori și pedagogi în punerea în aplicare a principiilor creștine de bază în viața copiilor care au suferit de boli sociale sau mintale și a îndrumat tineri să se înscrie la cursurile Facultății de Teologie Ortodoxă din cadrul Universității din Prešov. În 2008 a înființat Corul Sf. Apostol Andrei format din tinerii găzduiți de Orfelinat. Un amănunt semnificativ ce ține de latura filantropică a actualului mitropolit Rastislav este acela că din 2010 a luat în grijă trei copii orfani.
În 6 octombrie 2012, la Mănăstirea Acoperământul Maicii Domnului din Komárno a fost tuns călugăr de PS Tihon, Episcop de Komárno și starețul Mănăstirii, primind numele de Rastislav.
În 7 octombrie 2012 a fost ridicat la rangul de egumen. În 20 octombrie 2012 a fost ales Arhiepiscop de Prešov și al Slovaciei, iar în 18 noiembrie a fost hirotonit întru arhiereu în Catedrala Sf. Alexandru Nevski din Prešov.

## Întronizare
În 11 ianuarie 2014 a fost ales în calitatea de conducător al Bisericii Ortodoxe din Cehia și Slovacia de adunarea generală a Bisericii Cehiei și Slovaciei, iar în 9 februarie 2014 a fost întronizat.